# Kleió
Kleió är en ort i Grekland.   Den ligger i prefekturen Nomós Lésvou och regionen Nordegeiska öarna, i den östra delen av landet, 270 km nordost om huvudstaden Aten. Kleió ligger 270 meter över havet och antalet invånare är 356. Den ligger på ön Lesbos.
Terrängen runt Kleió är huvudsakligen kuperad, men åt nordost är den platt. Havet är nära Kleió åt nordost. Runt Kleió är det ganska glesbefolkat, med 21 invånare per kvadratkilometer. Närmaste större samhälle är Mantamádos, 4,2 km söder om Kleió. 